# Socotrabrilvogel
De socotrabrilvogel (Zosterops socotranus) is een zangvogel uit de familie Zosteropidae (brilvogels).  De vogel werd in 1892 door Oscar Neumann als ondersoort Z. abyssinica socotrana beschreven. Op grond van na 2009 verricht onderzoek kan dit taxon behandeld worden als aparte soort.

## Verspreiding en leefgebied
De vogel komt voor op het eiland Socotra in de Indische Oceaan nabij noordelijk Somalië.

## Status
De socotrabrilvogel komt niet als aparte soort voor op de lijst van het IUCN, maar is daar (nog) een ondersoort van de Somalische brilvogel (Zosterops abyssinicus).